# Nadanje selo
Nadanje selo – wieś w Słowenii, w gminie Pivka. 1 stycznia 2017 liczyła 140 mieszkańców.